# Izvestia

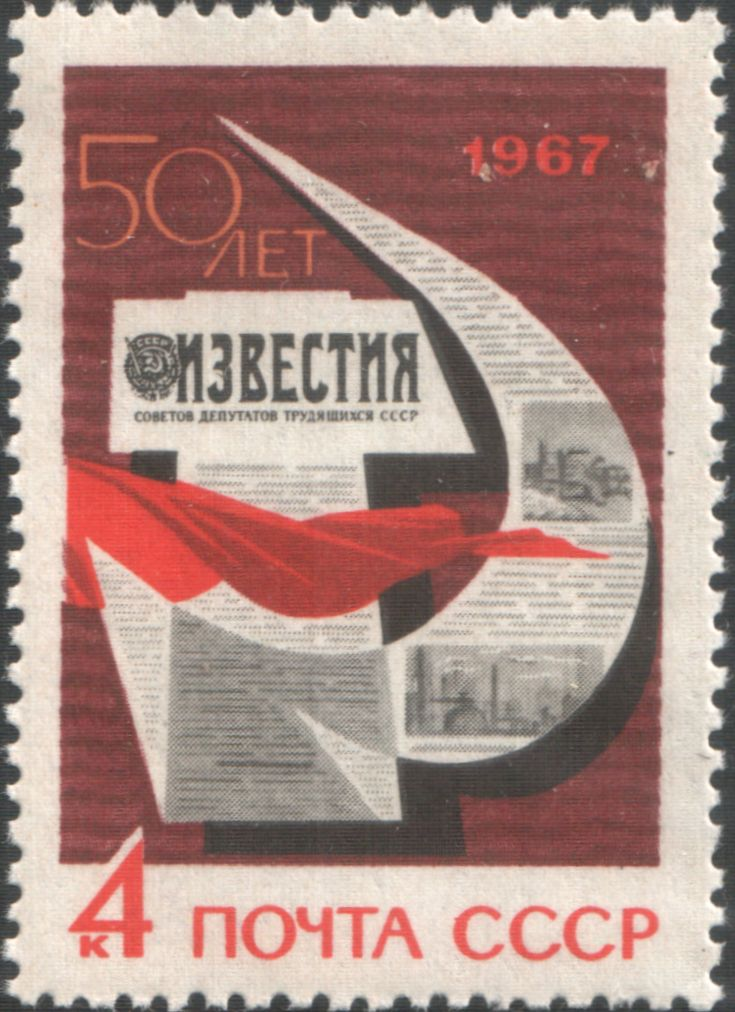
Sovjetpostzegel met de krant in de vorm van een hamer en een sikkel bij het 50-jarig bestaan in 1967

Izvestia (Russisch: Известия; [ɪzˈvʲestʲɪjə] ; ook getranslitereerd als Izvestija) is een populaire krant in Rusland. Het woord izvestia betekent "berichten" of "mededelingen". De krant werd in 1917 in Petrograd opgericht.

## Oorsprong
De oorspronkelijke naam van de krant was "Mededelingen van de Arbeidersafgevaardigden van de sovjet van Petrograd" (Russisch: Известия Петроградского совета рабочих депутатов, Izvestia petrogradskogo soveta rabotsjich depoetatov'). De krant vertolkte aanvankelijk de inzichten van de Sociaal-Revolutionaire Partij (SRP). Izvestia werd een officiële krant van de Sovjetregering na het tweede Sovjetcongres.

## Sovjetgeschiedenis
Waar Pravda functioneerde als het officiële klankbord van de communistische partij, vertolkte Izvestia de inzichten van de Sovjetregering. De volledige naam was: "Mededelingen van de raden van volksafgevaardigden van de Sovjet-Unie (Russisch: Известия Советов народных депутатов СССР, Izvestia Sovetov narodnych depoetatov SSSR).

## Recente geschiedenis
Na de val van de Sovjet-Unie beschouwde Izvestia zich als een algemene nationale Russische krant. De krant was eigendom van Vladimir Potanin een Russische oligarch met nauwe banden met de regering. Op vrijdag 3 juni 2005 werd de krant overgenomen door Gazprom-Media, de grootste media holding van Rusland, eigendom van Gazprom.
Door expliciete foto's van een gijzelingsactie op een school in Beslan kwam de krant in opspraak. Het gerucht gaat dat Potanin eindredacteur Raf Sjakirov vroeg ontslag te nemen omdat hij vreesde dat het Kremlin zou worden geprovoceerd door de foto's van het bloedbad. Volgens aantijgingen van een comité dat journalisten beschermt, werd Raf Sjakirov echter gedwongen om ontslag te nemen omdat diverse invloedrijke mensen in de regering, de verslaggeving en foto's van de moordpartij die volgde op de gijzeling, niet op prijs stelden.
In 2005 had Izvestia een oplage van 240.967 stuks. Tot 1 oktober 2008 was Boris Jefimov als hoofdkunstenaar nog in dienst, de 108 jaar oude illustrator die nog had gewerkt als politiektekenaar voor Stalin.